# Bóng sàn tại Đại hội Thể thao Đông Nam Á 2023
Bóng sàn là một trong những môn thể thao được tranh tài tại Đại hội Thể thao Đông Nam Á 2023 ở Campuchia. Bộ môn Bóng sàn tại kỳ SEA Games 32 lần này sẽ diễn ra từ ngày 11 tới ngày 16 tháng 5 năm 2023.

## Các quốc gia tham dự
- Campuchia
- Indonesia
- Malaysia
- Philippines
- Singapore
- Thái Lan

## Lịch thi đấu

### Nam

#### Vòng loại
| VT | Đội         | ST | T | H | B | BT | BB | HS | Đ | Giành quyền tham dự |
| -- | ----------- | -- | - | - | - | -- | -- | -- | - | ------------------- |
| 1  | Campuchia   | 0  | 0 | 0 | 0 | 0  | 0  | 0  | 0 | Chung kết           |
| 2  | Indonesia   | 0  | 0 | 0 | 0 | 0  | 0  | 0  | 0 | Chung kết           |
| 3  | Malaysia    | 0  | 0 | 0 | 0 | 0  | 0  | 0  | 0 | Tranh hang ba       |
| 4  | Philippines | 0  | 0 | 0 | 0 | 0  | 0  | 0  | 0 | Tranh hang ba       |
| 5  | Singapore   | 0  | 0 | 0 | 0 | 0  | 0  | 0  | 0 | Tranh hang năm      |
| 6  | Thái Lan    | 0  | 0 | 0 | 0 | 0  | 0  | 0  | 0 | Tranh hang năm      |

| 11 tháng 5 năm 2023 11:15 | Thái Lan | – (–, –, –) | Indonesia | Nhà thi đấu Futsal Makor, Phnôm Pênh, Campuchia |

| [IFF Nguồn] | [IFF Nguồn] | [IFF Nguồn] | [IFF Nguồn] | [IFF Nguồn] |
| ----------- | ----------- | ----------- | ----------- | ----------- |
|             |             |             |             |             |
|             |             |             |             |             |
|             |             |             |             |             |
|             |             |             |             |             |

| 11 tháng 5 năm 2023 15:45 | Philippines | – (–, –, –) | Singapore | Nhà thi đấu Futsal Makor, Phnôm Pênh, Campuchia |

| [IFF Nguồn] | [IFF Nguồn] | [IFF Nguồn] | [IFF Nguồn] | [IFF Nguồn] |
| ----------- | ----------- | ----------- | ----------- | ----------- |
|             |             |             |             |             |
|             |             |             |             |             |
|             |             |             |             |             |
|             |             |             |             |             |

| 11 tháng 5 năm 2023 20:15 | Campuchia | – (–, –, –) | Malaysia | Nhà thi đấu Futsal Makor, Phnôm Pênh, Campuchia |

| [IFF Nguồn] | [IFF Nguồn] | [IFF Nguồn] | [IFF Nguồn] | [IFF Nguồn] |
| ----------- | ----------- | ----------- | ----------- | ----------- |
|             |             |             |             |             |
|             |             |             |             |             |
|             |             |             |             |             |
|             |             |             |             |             |

| 12 tháng 5 năm 2023 11:15 | Singapore | – (–, –, –) | Indonesia | Nhà thi đấu Futsal Makor, Phnôm Pênh, Campuchia |

| [IFF Nguồn] | [IFF Nguồn] | [IFF Nguồn] | [IFF Nguồn] | [IFF Nguồn] |
| ----------- | ----------- | ----------- | ----------- | ----------- |
|             |             |             |             |             |
|             |             |             |             |             |
|             |             |             |             |             |
|             |             |             |             |             |

| 12 tháng 5 năm 2023 15:45 | Malaysia | – (–, –, –) | Philippines | Nhà thi đấu Futsal Makor, Phnôm Pênh, Campuchia |

| [IFF Nguồn] | [IFF Nguồn] | [IFF Nguồn] | [IFF Nguồn] | [IFF Nguồn] |
| ----------- | ----------- | ----------- | ----------- | ----------- |
|             |             |             |             |             |
|             |             |             |             |             |
|             |             |             |             |             |
|             |             |             |             |             |

| 12 tháng 5 năm 2023 20:15 | Thái Lan | – (–, –, –) | Campuchia | Nhà thi đấu Futsal Makor, Phnôm Pênh, Campuchia |

| [IFF Nguồn] | [IFF Nguồn] | [IFF Nguồn] | [IFF Nguồn] | [IFF Nguồn] |
| ----------- | ----------- | ----------- | ----------- | ----------- |
|             |             |             |             |             |
|             |             |             |             |             |
|             |             |             |             |             |
|             |             |             |             |             |

| 13 tháng 5 năm 2023 11:15 | Singapore | – (–, –, –) | Malaysia | Nhà thi đấu Futsal Makor, Phnôm Pênh, Campuchia |

| [IFF Nguồn] | [IFF Nguồn] | [IFF Nguồn] | [IFF Nguồn] | [IFF Nguồn] |
| ----------- | ----------- | ----------- | ----------- | ----------- |
|             |             |             |             |             |
|             |             |             |             |             |
|             |             |             |             |             |
|             |             |             |             |             |

| 13 tháng 5 năm 2023 15:45 | Philippines | – (–, –, –) | Thái Lan | Nhà thi đấu Futsal Makor, Phnôm Pênh, Campuchia |

| [IFF Nguồn] | [IFF Nguồn] | [IFF Nguồn] | [IFF Nguồn] | [IFF Nguồn] |
| ----------- | ----------- | ----------- | ----------- | ----------- |
|             |             |             |             |             |
|             |             |             |             |             |
|             |             |             |             |             |
|             |             |             |             |             |

| 13 tháng 5 năm 2023 20:15 | Indonesia | – (–, –, –) | Campuchia | Nhà thi đấu Futsal Makor, Phnôm Pênh, Campuchia |

| [IFF Nguồn] | [IFF Nguồn] | [IFF Nguồn] | [IFF Nguồn] | [IFF Nguồn] |
| ----------- | ----------- | ----------- | ----------- | ----------- |
|             |             |             |             |             |
|             |             |             |             |             |
|             |             |             |             |             |
|             |             |             |             |             |

| 14 tháng 5 năm 2023 11:15 | Malaysia | – (–, –, –) | Indonesia | Nhà thi đấu Futsal Makor, Phnôm Pênh, Campuchia |

| [IFF Nguồn] | [IFF Nguồn] | [IFF Nguồn] | [IFF Nguồn] | [IFF Nguồn] |
| ----------- | ----------- | ----------- | ----------- | ----------- |
|             |             |             |             |             |
|             |             |             |             |             |
|             |             |             |             |             |
|             |             |             |             |             |

| 14 tháng 5 năm 2023 15:45 | Thái Lan | – (–, –, –) | Singapore | Nhà thi đấu Futsal Makor, Phnôm Pênh, Campuchia |

| [IFF Nguồn] | [IFF Nguồn] | [IFF Nguồn] | [IFF Nguồn] | [IFF Nguồn] |
| ----------- | ----------- | ----------- | ----------- | ----------- |
|             |             |             |             |             |
|             |             |             |             |             |
|             |             |             |             |             |
|             |             |             |             |             |

| 14 tháng 5 năm 2023 20:15 | Campuchia | – (–, –, –) | Philippines | Nhà thi đấu Futsal Makor, Phnôm Pênh, Campuchia |

| [IFF Nguồn] | [IFF Nguồn] | [IFF Nguồn] | [IFF Nguồn] | [IFF Nguồn] |
| ----------- | ----------- | ----------- | ----------- | ----------- |
|             |             |             |             |             |
|             |             |             |             |             |
|             |             |             |             |             |
|             |             |             |             |             |

| 15 tháng 5 năm 2023 11:15 | Indonesia | – (–, –, –) | Philippines | Nhà thi đấu Futsal Makor, Phnôm Pênh, Campuchia |

| [IFF Nguồn] | [IFF Nguồn] | [IFF Nguồn] | [IFF Nguồn] | [IFF Nguồn] |
| ----------- | ----------- | ----------- | ----------- | ----------- |
|             |             |             |             |             |
|             |             |             |             |             |
|             |             |             |             |             |
|             |             |             |             |             |

| 15 tháng 5 năm 2023 15:45 | Thái Lan | – (–, –, –) | Malaysia | Nhà thi đấu Futsal Makor, Phnôm Pênh, Campuchia |

| [IFF Nguồn] | [IFF Nguồn] | [IFF Nguồn] | [IFF Nguồn] | [IFF Nguồn] |
| ----------- | ----------- | ----------- | ----------- | ----------- |
|             |             |             |             |             |
|             |             |             |             |             |
|             |             |             |             |             |
|             |             |             |             |             |

| 15 tháng 5 năm 2023 20:15 | Campuchia | – (–, –, –) | Singapore | Nhà thi đấu Futsal Makor, Phnôm Pênh, Campuchia |

| [IFF Nguồn] | [IFF Nguồn] | [IFF Nguồn] | [IFF Nguồn] | [IFF Nguồn] |
| ----------- | ----------- | ----------- | ----------- | ----------- |
|             |             |             |             |             |
|             |             |             |             |             |
|             |             |             |             |             |
|             |             |             |             |             |

#### Tranh hạng năm
| 16 tháng 5 năm 2023 10:30 | Xếp thứ 5 vòng loại | – (–, –, –) | Xếp thứ 6 vòng loại | Nhà thi đấu Futsal Makor, Phnôm Pênh, Campuchia |

| [IFF Nguồn] | [IFF Nguồn] | [IFF Nguồn] | [IFF Nguồn] | [IFF Nguồn] |
| ----------- | ----------- | ----------- | ----------- | ----------- |
|             |             |             |             |             |
|             |             |             |             |             |
|             |             |             |             |             |
|             |             |             |             |             |

#### Tranh hạng ba
| 16 tháng 5 năm 2023 15:00 | Xếp thứ 3 vòng loại | – (–, –, –) | Xếp thứ 4 vòng loại | Nhà thi đấu Futsal Makor, Phnôm Pênh, Campuchia |

| [IFF Nguồn] | [IFF Nguồn] | [IFF Nguồn] | [IFF Nguồn] | [IFF Nguồn] |
| ----------- | ----------- | ----------- | ----------- | ----------- |
|             |             |             |             |             |
|             |             |             |             |             |
|             |             |             |             |             |
|             |             |             |             |             |

#### Chung kết
| 16 tháng 5 năm 2023 19:30 | Xếp nhất vòng loại | – (–, –, –) | Xếp nhì vòng loại | Nhà thi đấu Futsal Makor, Phnôm Pênh, Campuchia |

| [IFF Nguồn] | [IFF Nguồn] | [IFF Nguồn] | [IFF Nguồn] | [IFF Nguồn] |
| ----------- | ----------- | ----------- | ----------- | ----------- |
|             |             |             |             |             |
|             |             |             |             |             |
|             |             |             |             |             |
|             |             |             |             |             |

### Nữ

#### Vòng loại
| VT | Đội         | ST | T | H | B | BT | BB | HS | Đ | Giành quyền tham dự |
| -- | ----------- | -- | - | - | - | -- | -- | -- | - | ------------------- |
| 1  | Campuchia   | 0  | 0 | 0 | 0 | 0  | 0  | 0  | 0 | Chung kết           |
| 2  | Indonesia   | 0  | 0 | 0 | 0 | 0  | 0  | 0  | 0 | Chung kết           |
| 3  | Malaysia    | 0  | 0 | 0 | 0 | 0  | 0  | 0  | 0 | Tranh hang ba       |
| 4  | Philippines | 0  | 0 | 0 | 0 | 0  | 0  | 0  | 0 | Tranh hang ba       |
| 5  | Singapore   | 0  | 0 | 0 | 0 | 0  | 0  | 0  | 0 | Tranh hang năm      |
| 6  | Thái Lan    | 0  | 0 | 0 | 0 | 0  | 0  | 0  | 0 | Tranh hang năm      |

| 11 tháng 5 năm 2023 09:00 | Thái Lan | – (–, –, –) | Indonesia | Nhà thi đấu Futsal Makor, Phnôm Pênh, Campuchia |

| [IFF Nguồn] | [IFF Nguồn] | [IFF Nguồn] | [IFF Nguồn] | [IFF Nguồn] |
| ----------- | ----------- | ----------- | ----------- | ----------- |
|             |             |             |             |             |
|             |             |             |             |             |
|             |             |             |             |             |
|             |             |             |             |             |

| 11 tháng 5 năm 2023 13:30 | Philippines | – (–, –, –) | Singapore | Nhà thi đấu Futsal Makor, Phnôm Pênh, Campuchia |

| [IFF Nguồn] | [IFF Nguồn] | [IFF Nguồn] | [IFF Nguồn] | [IFF Nguồn] |
| ----------- | ----------- | ----------- | ----------- | ----------- |
|             |             |             |             |             |
|             |             |             |             |             |
|             |             |             |             |             |
|             |             |             |             |             |

| 11 tháng 5 năm 2023 18:00 | Campuchia | – (–, –, –) | Malaysia | Nhà thi đấu Futsal Makor, Phnôm Pênh, Campuchia |

| [IFF Nguồn] | [IFF Nguồn] | [IFF Nguồn] | [IFF Nguồn] | [IFF Nguồn] |
| ----------- | ----------- | ----------- | ----------- | ----------- |
|             |             |             |             |             |
|             |             |             |             |             |
|             |             |             |             |             |
|             |             |             |             |             |

| 12 tháng 5 năm 2023 09:00 | Singapore | – (–, –, –) | Indonesia | Nhà thi đấu Futsal Makor, Phnôm Pênh, Campuchia |

| [IFF Nguồn] | [IFF Nguồn] | [IFF Nguồn] | [IFF Nguồn] | [IFF Nguồn] |
| ----------- | ----------- | ----------- | ----------- | ----------- |
|             |             |             |             |             |
|             |             |             |             |             |
|             |             |             |             |             |
|             |             |             |             |             |

| 12 tháng 5 năm 2023 13:30 | Malaysia | – (–, –, –) | Philippines | Nhà thi đấu Futsal Makor, Phnôm Pênh, Campuchia |

| [IFF Nguồn] | [IFF Nguồn] | [IFF Nguồn] | [IFF Nguồn] | [IFF Nguồn] |
| ----------- | ----------- | ----------- | ----------- | ----------- |
|             |             |             |             |             |
|             |             |             |             |             |
|             |             |             |             |             |
|             |             |             |             |             |

| 12 tháng 5 năm 2023 18:00 | Thái Lan | – (–, –, –) | Campuchia | Nhà thi đấu Futsal Makor, Phnôm Pênh, Campuchia |

| [IFF Nguồn] | [IFF Nguồn] | [IFF Nguồn] | [IFF Nguồn] | [IFF Nguồn] |
| ----------- | ----------- | ----------- | ----------- | ----------- |
|             |             |             |             |             |
|             |             |             |             |             |
|             |             |             |             |             |
|             |             |             |             |             |

| 13 tháng 5 năm 2023 09:00 | Singapore | – (–, –, –) | Malaysia | Nhà thi đấu Futsal Makor, Phnôm Pênh, Campuchia |

| [IFF Nguồn] | [IFF Nguồn] | [IFF Nguồn] | [IFF Nguồn] | [IFF Nguồn] |
| ----------- | ----------- | ----------- | ----------- | ----------- |
|             |             |             |             |             |
|             |             |             |             |             |
|             |             |             |             |             |
|             |             |             |             |             |

| 13 tháng 5 năm 2023 13:30 | Philippines | – (–, –, –) | Thái Lan | Nhà thi đấu Futsal Makor, Phnôm Pênh, Campuchia |

| [IFF Nguồn] | [IFF Nguồn] | [IFF Nguồn] | [IFF Nguồn] | [IFF Nguồn] |
| ----------- | ----------- | ----------- | ----------- | ----------- |
|             |             |             |             |             |
|             |             |             |             |             |
|             |             |             |             |             |
|             |             |             |             |             |

| 13 tháng 5 năm 2023 18:00 | Indonesia | – (–, –, –) | Campuchia | Nhà thi đấu Futsal Makor, Phnôm Pênh, Campuchia |

| [IFF Nguồn] | [IFF Nguồn] | [IFF Nguồn] | [IFF Nguồn] | [IFF Nguồn] |
| ----------- | ----------- | ----------- | ----------- | ----------- |
|             |             |             |             |             |
|             |             |             |             |             |
|             |             |             |             |             |
|             |             |             |             |             |

| 14 tháng 5 năm 2023 13:30 | Malaysia | – (–, –, –) | Indonesia | Nhà thi đấu Futsal Makor, Phnôm Pênh, Campuchia |

| [IFF Nguồn] | [IFF Nguồn] | [IFF Nguồn] | [IFF Nguồn] | [IFF Nguồn] |
| ----------- | ----------- | ----------- | ----------- | ----------- |
|             |             |             |             |             |
|             |             |             |             |             |
|             |             |             |             |             |
|             |             |             |             |             |

| 14 tháng 5 năm 2023 15:45 | Thái Lan | – (–, –, –) | Singapore | Nhà thi đấu Futsal Makor, Phnôm Pênh, Campuchia |

| [IFF Nguồn] | [IFF Nguồn] | [IFF Nguồn] | [IFF Nguồn] | [IFF Nguồn] |
| ----------- | ----------- | ----------- | ----------- | ----------- |
|             |             |             |             |             |
|             |             |             |             |             |
|             |             |             |             |             |
|             |             |             |             |             |

| 14 tháng 5 năm 2023 18:00 | Campuchia | – (–, –, –) | Philippines | Nhà thi đấu Futsal Makor, Phnôm Pênh, Campuchia |

| [IFF Nguồn] | [IFF Nguồn] | [IFF Nguồn] | [IFF Nguồn] | [IFF Nguồn] |
| ----------- | ----------- | ----------- | ----------- | ----------- |
|             |             |             |             |             |
|             |             |             |             |             |
|             |             |             |             |             |
|             |             |             |             |             |

| 15 tháng 5 năm 2023 09:00 | Indonesia | – (–, –, –) | Philippines | Nhà thi đấu Futsal Makor, Phnôm Pênh, Campuchia |

| [IFF Nguồn] | [IFF Nguồn] | [IFF Nguồn] | [IFF Nguồn] | [IFF Nguồn] |
| ----------- | ----------- | ----------- | ----------- | ----------- |
|             |             |             |             |             |
|             |             |             |             |             |
|             |             |             |             |             |
|             |             |             |             |             |

| 15 tháng 5 năm 2023 13:30 | Thái Lan | – (–, –, –) | Malaysia | Nhà thi đấu Futsal Makor, Phnôm Pênh, Campuchia |

| [IFF Nguồn] | [IFF Nguồn] | [IFF Nguồn] | [IFF Nguồn] | [IFF Nguồn] |
| ----------- | ----------- | ----------- | ----------- | ----------- |
|             |             |             |             |             |
|             |             |             |             |             |
|             |             |             |             |             |
|             |             |             |             |             |

| 15 tháng 5 năm 2023 18:00 | Campuchia | – (–, –, –) | Singapore | Nhà thi đấu Futsal Makor, Phnôm Pênh, Campuchia |

| [IFF Nguồn] | [IFF Nguồn] | [IFF Nguồn] | [IFF Nguồn] | [IFF Nguồn] |
| ----------- | ----------- | ----------- | ----------- | ----------- |
|             |             |             |             |             |
|             |             |             |             |             |
|             |             |             |             |             |
|             |             |             |             |             |

#### Tranh hạng năm
| 16 tháng 5 năm 2023 08:15 | Xếp thứ 5 vòng loại | – (–, –, –) | Xếp thứ 6 vòng loại | Nhà thi đấu Futsal Makor, Phnôm Pênh, Campuchia |

| [IFF Nguồn] | [IFF Nguồn] | [IFF Nguồn] | [IFF Nguồn] | [IFF Nguồn] |
| ----------- | ----------- | ----------- | ----------- | ----------- |
|             |             |             |             |             |
|             |             |             |             |             |
|             |             |             |             |             |
|             |             |             |             |             |

#### Tranh hạng ba
| 16 tháng 5 năm 2023 12:45 | Xếp thứ 3 vòng loại | – (–, –, –) | Xếp thứ 4 vòng loại | Nhà thi đấu Futsal Makor, Phnôm Pênh, Campuchia |

| [IFF Nguồn] | [IFF Nguồn] | [IFF Nguồn] | [IFF Nguồn] | [IFF Nguồn] |
| ----------- | ----------- | ----------- | ----------- | ----------- |
|             |             |             |             |             |
|             |             |             |             |             |
|             |             |             |             |             |
|             |             |             |             |             |

#### Chung kết
| 16 tháng 5 năm 2023 17:15 | Xếp nhất vòng loại | – (–, –, –) | Xếp nhì vòng loại | Nhà thi đấu Futsal Makor, Phnôm Pênh, Campuchia |

| [IFF Nguồn] | [IFF Nguồn] | [IFF Nguồn] | [IFF Nguồn] | [IFF Nguồn] |
| ----------- | ----------- | ----------- | ----------- | ----------- |
|             |             |             |             |             |
|             |             |             |             |             |
|             |             |             |             |             |
|             |             |             |             |             |

## Huy chương tổng hợp

### Bảng huy chương
| Hạng               | Đoàn               | Vàng | Bạc | Đồng | Tổng số |
| ------------------ | ------------------ | ---- | --- | ---- | ------- |
| 1                  | Thái Lan (THA)     | 1    | 1   | 0    | 2       |
| 2                  | Singapore (SGP)    | 1    | 0   | 1    | 2       |
| 3                  | Philippines (PHI)  | 0    | 1   | 1    | 2       |
| Tổng số (3 đơn vị) | Tổng số (3 đơn vị) | 2    | 2   | 2    | 6       |

### Danh sách huy chương
| Event | Vàng | Bạc | Đồng |
| ----- | --- | --- | --- |
| Nam   | Thái Lan · Anawin Sarnok · Tnakit Kayairit · Simon Johansson · Sikharin Inpa · Alexander Rinefalk · Surapong Sangmongkhol · Santipong Sukkasem · Watcharapon Onsuk · Pawat Thaidit · Prakasit Namsawang · Kevin Hoeglenius · Jeerayut Yaemyim · Chusak Narkprasert · Veerasak Pimpa · Pheeraphong Khambanlue · Liam Kerdsawangwong · Yotsaphong Chaiphring · Aphichet Ratanaprathum · Anucha Wong-art · Theerawat Noisai | Philippines · Ludvig Hemmingberg · Henielee Pastor · Patrik Schoultze Castrillo · Lucas Werelius · Luis Manila · Simon Sicat-Laraño · Lucas Öijvall Perez · Christian Schoultze Castrillo · Claude Vitaliano · Fredrik Jeppsson · Christofer Holland Bernardo · Melvin Alm Mendoza · Fredrik Dahmen Cantos · Michael Hedblom · Kim Varga Franz · John Alicante Embile · Mattiece Myllyperkiö · Jay-R Beterbo · Victor Lindberg · Bryant Arocena | Singapore · Damien Wan Junwei · Haleef Hairon · Lee Chee Yong · Nicholas Chua Wee Guan · Nicholas Low · Foo Jun Wei · Sean Huang · R Suria · Muhammad Haziq Abdul Wahab · Koh Ye Shen · Yeung Chun Yin · R Sathish · Vignesa Pasupathy · Kumaresa Pasupathy · Mohamad Haris Abdul · Keanen Poone · Lim Jian Hong · Thaddeus Tze Wen Tan · Jared Hong Jie Tan · Cheang Jia Qing                        |
| Nữ    | Singapore · Yeo Xuan · Tan Hui Zhi · Mindy Lim · Siti Nurhaliza Khairul Anuar · Lim Jie Ying · Yee Yun Shawn · Daphne Tan · Nasha Jeffri · Ong Jia Min · Amanda Yeap · Adlyn Heng · Fasya M. Yusni · Foo Wen Xin · Hoo Mei Hui · Ong Swee Ling · Shannon Yeo · Shermaine Goh · Michelle Lok · Shazana Noor | Thái Lan · Geeranan Raengrob · Jarupa Sae Her · Nelly Johansson · Aliisa Syrjaenen · Pannee Moolsan · Kotchakorn Banyenngam · Paiya Kittinanthawat · Nur-air A-bu · Praphaphon Bunsuk · Rungnapa Kebsamrong · Suthasinee Phalaruk · Khwanchanok Suksin · Kamonchanok Woraanu · Chomphonake Srisawad · Sasikarn Phuphet · Sirinan Boonbut · Pichavee Yoolai · Wilma Brande · Durnchai Sornngam · Tinna Siljamaki                                 | Philippines · Keziah Espidillon · Angelica Bengtsson · Pauline Tolentino · Heidi Hyryläinen · Dianne Villegas · Ronalynn Ranta · Jerymae Berdan · Annicah Cahatian · Jerylou Berdan · Edelyn Grace Embile · Pia Tolentino · Nathalie Sundin · Imma Cruzado · Loella Andersson · Michelle Anne Cruzado · Sara Hemmingberg · Marika Lehvilä · Hanna Esteves Englund · Jade Ariadne Rivera · Roxane Ruiz |

## Xếp hạng chung cuộc

### Nam
| Hạng | Đội         | Pld | W | D | L |
| ---- | ----------- | --- | - | - | - |
| 1    | Thái Lan    | 5   | 4 | 0 | 1 |
| 2    | Philippines | 5   | 4 | 0 | 1 |
| 3    | Singapore   | 5   | 3 | 0 | 2 |
| 4    | Malaysia    | 5   | 1 | 0 | 4 |
| 5    | Campuchia   | 4   | 0 | 0 | 4 |

### Nữ
| Hạng | Đội         | Pld | W | D | L |
| ---- | ----------- | --- | - | - | - |
| 1    | Singapore   | 5   | 4 | 0 | 2 |
| 2    | Thái Lan    | 5   | 4 | 0 | 2 |
| 3    | Philippines | 5   | 2 | 1 | 2 |
| 4    | Malaysia    | 5   | 1 | 1 | 3 |
| 5    | Campuchia   | 4   | 0 | 0 | 4 |